# Notre ami le rat
Pour plus de détails, voir Fiche technique et Distribution.
Notre ami le rat (Your Friend the Rat) est un court métrage d'animation des studios Pixar réalisé par Jim Capobianco et sorti en 2007 en parallèle au huitième long métrage de Pixar, Ratatouille. Il s'agit de la première production 2D de Pixar.
Le court-métrage prend la forme d'un docufiction où Rémy et Émile, personnages du film Ratatouille, racontent l'histoire des rats tout en montrant qu'ils sont indispensables aux humains.

## Synopsis
Le film commence avec Rémy présentant Émile et lui-même au public et parlant au nom des rats opprimés du monde entier. Émile commence à froncer les sourcils à l'idée de devoir parler, tandis que Rémy sort un parchemin, et une animation bidimensionnelle commence par présenter la relation entre un humain et un rat en contraste avec les relations entre un chien et un chat.
Rémy souligne que les humains considéraient autrefois les rats comme sacrés et porteurs de chance. Il dit que, du temps de l'Empire romain, si un rat blanc croisait votre chemin, cela portait chance, tandis que si un rat noir croisait votre chemin, cela portait malheur.
Il discute ensuite des rats noirs (Rattus rattus) et de leur lien avec la peste noire, soulignant qu'elle était causée par des puces et non par des rats, entraînant la mort d'un tiers de la population européenne. Rémy présente en outre l'histoire du rat brun (Rattus norvegicus), mentionnant son rôle dans la fin de la peste noire, sa position honorable dans le zodiaque chinois et son caractère sacré en Inde en tant que moyen de transport de prédilection du dieu hindou Ganesh.
La relation symbiotique entre les rats et les humains est introduite avant la deuxième apparition de Rémy et Émile en animation 3D. Émile tire un parchemin sur le côté et présente au travers d'une animation 2D les bienfaits des rats pour l'humain. Il dit que Jack Black était un chasseur de rats pour la reine Victoria et qu'il gardait les rats qu'il capturait comme animaux de compagnie.
Leur utilisation pour des tests en laboratoire et comme animaux de compagnie montre qu’ils peuvent entretenir de bonnes relations avec les humains. Pour conclure la présentation, Emile et Rémy chantent Plan B, une chanson sur la relation entre les rats et les humains.
À la fin du film, un long avertissement (principalement satirique) est affiché, demandant aux enfants de rester à l'écart des rats, tandis que Rémy et Emile se tiennent devant et tentent de l'enlever, exhortant le public à ignorer l'avertissement et à se plaindre du manque de respect pour la liberté d'expression et du manque de nourriture.

## Fiche technique
Sauf indication contraire, les informations mentionnées dans cette section peuvent être confirmées par les bases de données cinématographiques  présentes dans la section « Liens externes ».
- Titre original : Your Friend the Rat
- Titre français : Notre ami le rat
- Réalisation : Jim Capobianco
- Scénario : Jim Capobianco, Jeff Pidgeon, Alexander Woo
- Musique : Alex Mandel
- Production : Ann Brilz
- Société de production : Pixar
- Société de distribution : Walt Disney Pictures
- Pays de production :  États-Unis
- Langue originale : anglais
- Format : couleur
- Durée : 11 minutes
- Dates de sortie :
  - États-Unis : 6 novembre 2007

## Distribution
Sauf indication contraire, les informations mentionnées dans cette section peuvent être confirmées par les bases de données cinématographiques  présentes dans la section « Liens externes ».

### Voix originales
- Patton Oswalt : Remy
- Peter Sohn : Emile
- Lou Romano : Linguini

### Voix françaises
- Guillaume Lebon : Remy
- Pierre-François Martin-Laval : Emile
- Thierry Ragueneau : Linguini

## Clins d'œil
- Lilipuce, le patron du cirque de 1 001 Pattes (1998), fait une apparition dans  Notre ami le rat.
- Le robot WALL-E fait également une brève apparition (en deux dimensions), avant même d'être le héros du long métrage suivant du studio, sorti au cinéma en 2008[2], soit après Notre ami le rat.